# St. Maria (Regensburg)

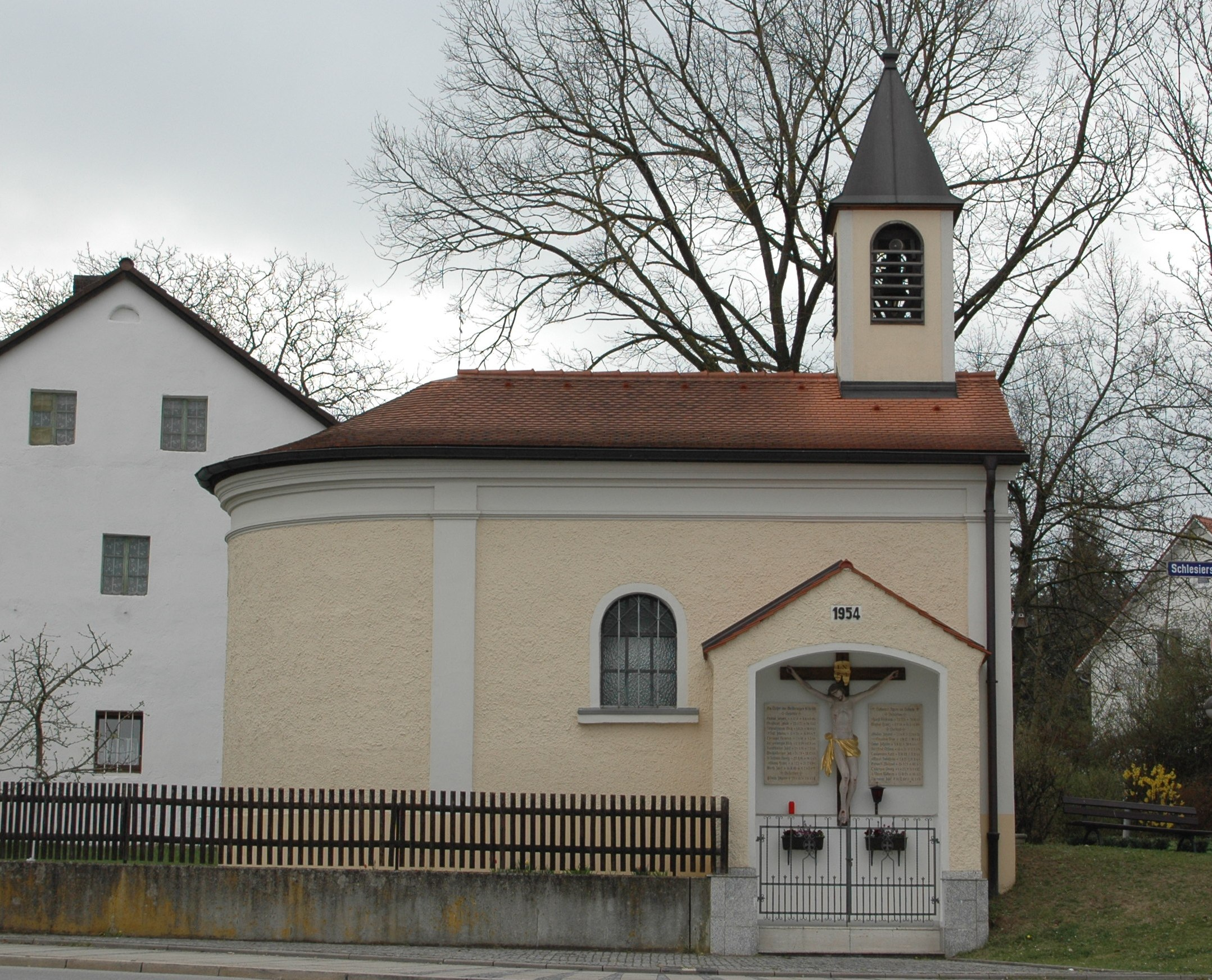
Kapelle St. Maria in Wutzlhofen

Die katholische Nebenkirche St Maria steht in Wutzlhofen 14 im Stadtteil Wutzlhofen von Regensburg.

## Geschichte
Wutzlhofen war 800 Jahre Teil der Pfarrei Sallern. Heute gehört das Gebiet jedoch zu St. Konrad. Die Kapelle ist wohl vor 1650 errichtet worden. 1870 wurde die Kapelle von den Wutzlhofener Bürgern ohne Erlaubnis der des Pfarrers von Sallern umgebaut und erweitert und der Umbau erst nachträglich neugeweiht. 2003 wurde die Kapelle renoviert.

## Gebäude
Die 8 mal 5,50 Meter große Kirche mit halbkreisförmiger Apsis ist ein spätklassizistischer traufständiger und abgewalmter Satteldachbau mit Dachreiter und Pilastergliederungen aus dem 1. Viertel des 19. Jh.
An die Ostmauer angebaut ist eine Kriegergedächtnis-Kapelle für die in den beiden Weltkriegen gefallenen Soldaten Wutzlhofens. Der Hochaltar im Inneren besitzt eine Holzplastik, die eine thronende Maria auf der Weltkugel darstellt.